# Neuvilley
Neuvilley ist eine französische Gemeinde im Département Jura in der Region Bourgogne-Franche-Comté. Sie gehört zum Arrondissement Dole und zum Kanton Bletterans. Die Bewohner nennen sich Neuvillins oder Neuvillines.

## Geografie
In Neuvilley liegt ein kleiner See namens Étang Valin. Im Westen der Gemeindegemarkung verläuft die Autoroute A36, genannt Autoroute Verte, ohne Anschluss. Die angrenzenden Gemeinden sind  Oussières im Norden, Aumont im Nordosten, Montholier im Osten, Brainans und Bersaillin im Südosten sowie Colonne im Süden und im Westen.

## Weblinks

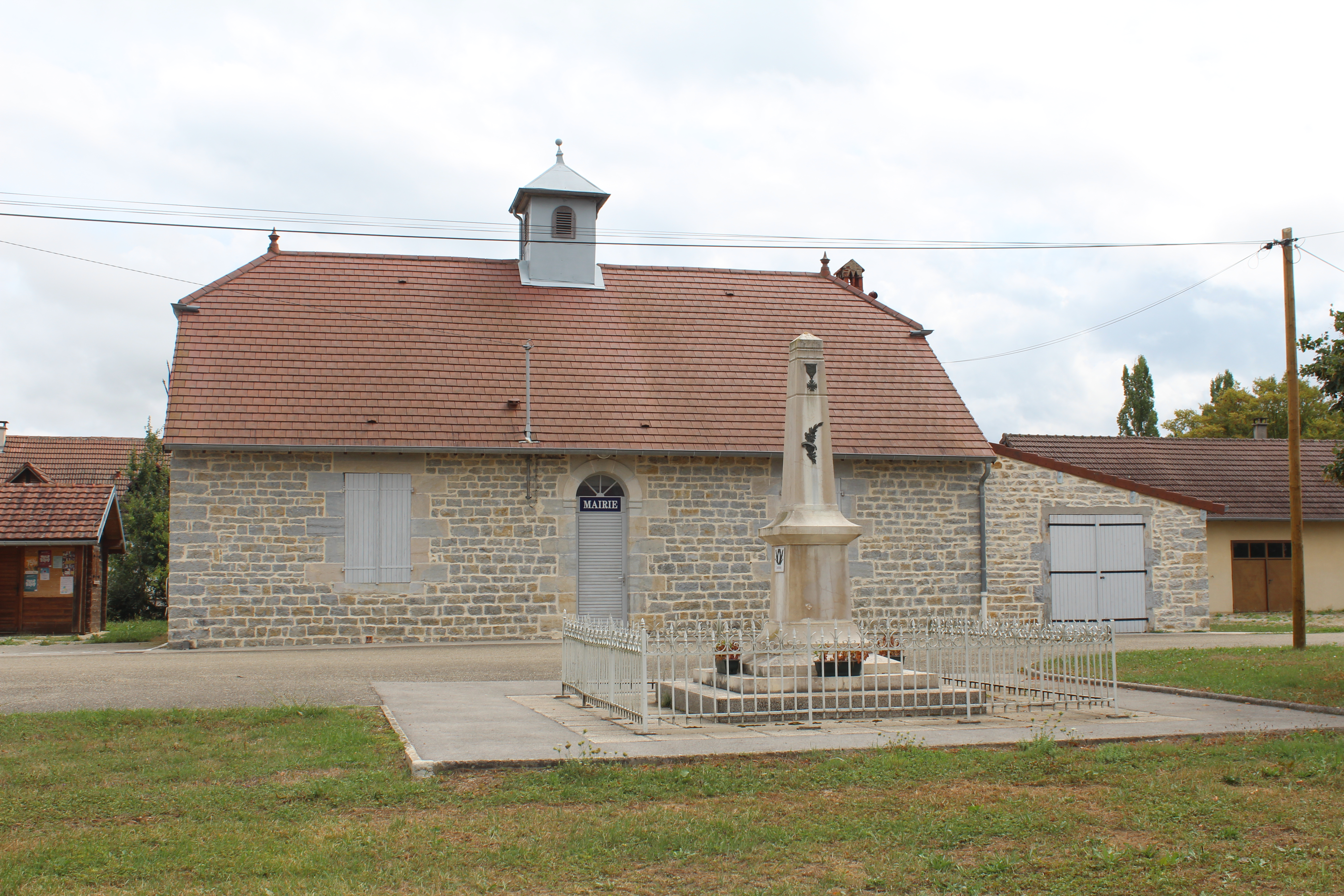
Mairie und Gefallenendenkmal in Neuvilly

## Bevölkerungsentwicklung
| Jahr                       | 1962 | 1968 | 1975 | 1982 | 1990 | 1999 | 2008 | 2017 |
| -------------------------- | ---- | ---- | ---- | ---- | ---- | ---- | ---- | ---- |
| Einwohner                  | 68   | 56   | 55   | 50   | 52   | 47   | 70   | 78   |
| Quellen: Cassini und INSEE |      |      |      |      |      |      |      |      |